# كلارا بيويك كولبي
كلارا دوروثي بيويك كولبي (1 أغسطس 1846 - 7 سبتمبر 1916) محاضرة بريطانية أمريكية وناشرة صحفية ومراسلة وناشطة في مجال حقوق المرأة وزعيمة مؤيدة لحق التصويت. وُلدت في إنجلترا، وهاجرت إلى الولايات المتحدة، حيث التحقت بالجامعة وتزوجت من ليونارد رايت كولبي، الجنرال الأمريكي السابق في الحرب الأهلية الأمريكية، الذي سيصبح لاحقًا مساعد النائب العام للولايات المتحدة. أسست ذا وومنز تربيون في مدينة بياتريس بولاية نبراسكا عام 1883، ثم نقلتها بعد ثلاث سنوات إلى واشنطن العاصمة، وقد أصبحت المنشور الرائد في البلاد بشأن حق المرأة في الاقتراع. كانت من دعاة السلام وشاركت في مؤتمر السلام الكبير في سان فرانسيسكو خلال المعرض. كما تحدثت باسم جنود الحرب الإسبانية. عُينت مراسلة حربية رسميًا، خلال الحرب الإسبانية الأمريكية (1898)، وكانت أول امرأة يُعترف بها على هذا النحو.
كانت كولبي محاضرة ومترجمة لوالت ويتمان وكاتبة، جنبًا إلى جنب مع كونها مؤيدة لحق المرأة في الاقتراع وناشرة للصحف. حلّت منتدَبة في المؤتمر العالمي للمرأة (لندن، إنجلترا، 1899)؛ وفوضها الحاكم لتمثيل ولاية أوريغن في المؤتمر الدولي الأول للتربية الأخلاقية (لندن، 1908)، كما أُرسلت مبعوثة إلى المؤتمر الدولي الأول للسلام (لندن، 1911). شغلت منصب نائب رئيس جمعية نبراسكا لحق المرأة في التصويت، منذ تشكلها عام 1881-1883، وأصبحت رئيستها عام 1883 - 1909. كانت السكرتيرة المقابلة لرابطة حق الاقتراع الفيدرالية في الولايات المتحدة. كتبت كولبي مقالات في مجلات كمجلة أرينا وهاربر بازار و أوفرلاند وإنجلشوومان وغيرها. كما عملت مراسلة صحفية لاتحاد السلام الدولي، والرابطة الوطنية للصحافة النسائية، ورابطة الصحافة النسائية في ولاية أوريغن، ومركز الفكر العالي (لندن)، ورابطة حرية المرأة، والرابطة الوطنية للإصلاح السياسي، ونادي الامتياز الدولي للمرأة (لندن). كثيرًا ما مَثلت أمام المجالس التشريعية في الولايات ولجان الكونغرس متحدثة باسم مؤيدي حق المرأة في الاقتراع، كما قدمت يد العون في ملف حق النساء في التصويت في إنجلترا.

## الأسرة والتعليم والتنمية الفكرية
وُلدت كولبي في غلوستر بإنجلترا عام 1846، وهي ابنة توماس وكلارا ويلينغهام (شيلتون) بيويك. استقرت الأسرة على مقربة من وندسور بولاية ويسكونسن عندما كانت كولبي في الثامنة من عمرها. كانت فرصها للالتحاق بمدرسة المنطقة قليلة، نظرًا لكونها جزءًا من عائلة كبيرة، لكن شجع والدها أطفاله وساعدهم على الدراسة في أمسيات الشتاء، وبهذه الطريقة أعدت نفسها للتدريس في المدارس الريفية. كان جد كولبي، توماس بيويك، عالم طبيعة ونقاشًا بارزًا.
انتقلت كولبي إلى ماديسون، عاصمة ولاية ويسكونسن، في سن التاسعة عشرة، لتعيش مع جديها، ستيفن شيلتون وكلارا ميدهيرست ويلينغهام شيلتون. دخلت جامعة ويسكونسن ماديسون، التي كانت في مهدها وقتئذ، وكانت تواجه صعوبات بشأن التعليم المختلط. كان لكولبي تأثير ملحوظ في تأمين قبول النساء في الجامعة واعتماد مبادئ التعليم المختلط في ولاية ويسكونسن. تخرجت عام 1869 كطالبة متفوقة وانتسبت إلى جمعية فاي بيتا كابا في أول دفعة تخرجت من الجامعة. سرعان ما أصبحت مدرسًا للتاريخ واللاتينية هناك، بينما كانت تباشر دراساتها العليا. تزوجت ليونارد رايت كولبي في يونيو 1871، الذي تخرج في الجامعة نفسها، وقد انتقلا إلى بياتريس في العام التالي، حيث انتُخب بهيئة نبراسكا التشريعية. وجدت الزوجة الشابة، في خضم المصاعب الملازمة لحياة الرواد في مكان جديد، أنها انغمست بالكامل في رعاية العائلة، لكن دفعها ميلها إلى الدراسة، وحبها للأدب ورغبتها الطبيعية في تحسين ظروفها، إلى تأسيس مكتبة بياتريس العامة المجانية عام 1873.